# Betalov spodmol
Betalov spodmol är en fornlämning i västra Slovenien. Betalov spodmol ligger i utkanten av Pivkadalen två kilometer nordväst om Postojna. Betalov spodmol är en av de viktigaste paleolitiska fornlämningarna i Slovenien. Fynden som gjorts där (Stenverktyg, eldstäder och lämningar från bytesdjur) kom från olika paleolitiska åldrar. Man har också hittat fynd från mesolitisk tid (ett hänge gjort av tand från en hjort).

## Upptäckt och utgrävning
Ingången formades av att taket föll in på en 174 meter lång grotta som i sin tur formats av en underjordisk ström. Upptäckten gjordes av den Italienska geologen och speleologen Franco Zanella 1933, som grävde ut den under åren före Andra världskriget. Mellan åren 1947 och 1953 fortsatte den systematiska utgrävningen av Betalov spodmol av Srečko Brodar, grundaren av Slovensk paleolitisk arkeologi.

## Fynden
Brodar särskilde åtta lager med högre koncentrationer av fynd i utgrävningen. Den djupast liggande (lager A) antas ha sträckt sig in i tiden för Reiss istiden. Stenverktyg från detta lager, runt 300 000 år gamla, representerar tillsammans med stenverktyg från grottorna Risovec och Jama v Lozi (också dem i Pivkadalen) de äldsta bevisen för befolkning i det som idag är Slovenien. Lagren B, C, D, och E hör till Mellanpaleolitikum. Lager B skapades mellan istiderna Reiss och Würm och innehåller fynd av termofilisk fauna, så som Dicerorhinus kirchbergensis och pollen från lövfällande träd. Ett stort nummer av stenverktyg har hittats, särskilt i lager D. Lager F och G tillhör Senpaleolitikum, närmare bestämt Gravettiankulturen och lager H kommer från Mesolitikum. Bland djurfynden var de vanligast förekommande ben från grottbjörnar, men i de djupast liggande lagren även från grottbjörnarnas  föregångare Deningers björn. Lämningar hittades också från grotthyenor och jättehjort.
Fynden från Betalov spodmol förvaras idag på Slovenska Nationalmuseet i Ljubljana och Notranjski museum i Postojna.